# Kate Mundt
Kate Helene Mundt (født 9. januar 1930 i Særslev, død 5. maj 2004) var en dansk skuespiller og lydbogsindlæser.
Hun blev uddannet på Privatteatrenes Elevskole på Det ny Teater 1949-1952. Efterfølgende blev hun benyttet meget gennem årene i musicals, operetter, revyer og cabareter. Hun indspillede også en række spillefilm, ofte i småroller. Efter en række film i 1950'erne medvirkede hun ikke på det hvide lærred i over ti år, hvorpå hun havde roller i flere sengekantfilm og stjernetegnsfilm. Fra slutningen af 1970'erne trak hun sig stort set tilbage som skuespiller og medvirkede kun i enkelte revyer. Da hendes helbred blev dårligt, stoppede hun helt karrieren i begyndelsen af 1990'erne.
Hun var i 10 år gift med skuespilleren og entertaineren Preben Uglebjerg, og senere var hun gift med redaktør Hans Mogensen. Kate Mundt var oprindelig begravet på Assistens Kirkegård, på Nørrebro i København, men gravstedet er siden flyttet til Hørsholm Kirkegård.

## Film i uddrag
- Unge piger forsvinder i København – 1951
- Sønnen – 1953
- Kongeligt besøg – 1954
- Der kom en dag – 1955
- Rend mig i revolutionen – 1970
- Tandlæge på sengekanten – 1971
- I Tyrens tegn – 1974
- Agent 69 Jensen i Skyttens tegn – 1978

## Lydbøger i uddrag
- A.A. Milne: Peter Plys (1984)
- A.A. Milne: Peter Plys og hans venner (1984)
- Frances Hodgson Burnett: Den hemmelige have (1986)
- J.M. Barrie: Peter Pan og Wendy (1986)
- Christine Nöstlinger: Mandag er anderledes (1987)